# Ababacar Sarr
Pour les articles homonymes, voir Sarr.
Ababacar Sarr, né le 14 mars 2002 à Toubab Dialaw (Sénégal), est un footballeur sénégalais qui joue au poste d'ailier gauche au ASC Jaraaf.

## Biographie
Ababacar Sarr est un footballeur sénégalais né le 14 mars 2002 à Toubab Dialaw dans le département de Rufisque qui évolue au poste d'attaquant. Il a commencé sa carrière à l’AF Darou Salam qui lui confectionne sa première licence en 2020. Il pose ensuite ses valises à l'AS Pikine en 2021. Son premier club professionnel. En août dernier, le jeune attaquant de l’AS Pikine, Ababacar Sarr rejoint la Turquie pour effectuer des tests au club turc (deuxième division) Eyüspor. Mais pour des raisons administratives, le désormais ancien joueur de l’AS Pikine n’a pas réussi à signer avec le club turc qui évolue en deuxième division. Après son retour au Sénégal et malgré l’intérêt du Stade de Mbour, il s’engage à l'ASC Jaraaf de Dakar en novembre 2023. Ababacar Sarr remporte le championnat du Sénégal édition 2025 avec le club le plus titré du Sénégal.

## Palmarès
ASC Jaraaf
- Championnat du Sénégal
  - Champion : 2025
- Coupe du Sénégal
  - Finaliste : 2025